# José Furtado
José Emilio Robalo Furtado (n. 13 martie 1983, Praia, Capul Verde,) este un fotbalist profesionist care joacă pentru Anagennisi Dery. El are de asemenea și cetățenie portugheză.

## Carieră
Născut în Praia, Capul Verde, Furtado și-a început cariera în Portugalia la Casa Pia AC, o echipă din zona Lisabonei. În 2003 s-a întors la Porto, jucând întregul sezon la echipa secundă, după care a fost împrumutat la GD Tourizense.
În 2005, în continuare sub împrumut de la FC Porto, a semnat cu FC Vihren. În acel sezon a ajuns golgheterul Bulgariei împreună cu Milivoje Novaković, după care a fost vândut la ȚSKA Sofia. Acolo a stat doar un sezon, deoarece nu s-a înțeles bine cu antrenorul Stoycho Mladenov și s-a întors în Portugalia la Paços de Ferreira.
Din 2008 Furtado a jucat la divizonare secunde, până în 2013, când a semnat cu ACS Poli Timișoara.

## Legături externe
- Statistici pe ForaDeJogo Arhivat în 4 noiembrie 2012, la Wayback Machine.
- Profil Transfermarkt